# Campionati mondiali di sollevamento pesi 2018 - 67 kg maschile
Le gare di sollevamento pesi della categoria fino a 67 kg maschile — pesi piuma — dei campionati mondiali del 2018 si sono svolte dal 2 al 4 novembre 2018 ad Aşgabat presso la Weightlifting Arena dell'Aşgabat Olympic Complex.
Witsanu Chantri, inizialmente classificatosi al 16º posto, venne squalificato nell'aprile 2019 – retroattivamente – per due anni, dal dicembre 2018 al dicembre 2020, per la presenza nel metabolita di steroidi anabolizzanti; il 16º posto ottenuto nel mondiale fu quindi annullato.

## Programma
L'orario indicato corrisponde a quello turkmeno (UTC+05:00)
| Data            | Orario | Evento   |
| --------------- | ------ | -------- |
| 2 novembre 2018 | 08:00  | Gruppo C |
| 3 novembre 2018 | 10:00  | Gruppo B |
| 4 novembre 2018 | 14:25  | Gruppo A |

## Medagliati
Per ciascun esercizio, i primi tre classificati sono i seguenti:
| Esercizio | Oro          | Oro    | Argento        | Argento | Bronzo         | Bronzo |
| --------- | ------------ | ------ | -------------- | ------- | -------------- | ------ |
| Strappo   | Huang Minhao | 152 kg | Chen Lijun     | 150 kg  | Julio Mayora   | 147 kg |
| Slancio   | Chen Lijun   | 182 kg | Doston Yoqubov | 180 kg  | Óscar Figueroa | 178 kg |
| Totale    | Chen Lijun   | 332 kg | Huang Minhao   | 323 kg  | Julio Mayora   | 322 kg |

## Record
Prima di questa competizione, i record mondiali esistenti erano i seguenti:
| Record mondiale | Strappo | Mondiale standard | 153 kg | — | 1º novembre 2018 |
| Record mondiale | Slancio | Mondiale standard | 184 kg | — | 1º novembre 2018 |
| Record mondiale | Totale  | Mondiale standard | 331 kg | — | 1º novembre 2018 |

## Risultati
| Pos. | Atleta                      | Gr. | Peso atleta | Strappo (kg) | Strappo (kg) | Strappo (kg) | Strappo (kg) | Slancio (kg) | Slancio (kg) | Slancio (kg) | Slancio (kg) | Totale   |
| Pos. | Atleta                      | Gr. | Peso atleta | 1            | 2            | 3            | Pos.         | 1            | 2            | 3            | Pos.         | Totale   |
| ---- | --------------------------- | --- | ----------- | ------------ | ------------ | ------------ | ------------ | ------------ | ------------ | ------------ | ------------ | -------- |
|      | Chen Lijun (CHN)            | A   | 66.81       | 145          | 150          | 153          |              | 178          | 182          | 185          |              | 332      |
|      | Huang Minhao (CHN)          | A   | 66.87       | 148          | 152          | 154          |              | 166          | 171          | 175          | 9            | 323      |
|      | Julio Mayora (VEN)          | A   | 66.63       | 144          | 147          | 151          |              | 175          | 178          | 179          | 5            | 322      |
| 4    | Doston Yoqubov (UZB)        | A   | 66.95       | 135          | 139          | 139          | 12           | 177          | 180          | 184          |              | 319      |
| 5    | Óscar Figueroa (COL)        | A   | 66.79       | 140          | 145          | 145          | 8            | 176          | 178          | 181          |              | 318      |
| 6    | Pak Jong-ju (PRK)           | A   | 66.69       | 140          | 140          | 144          | 10           | 175          | 180          | 181          | 6            | 315      |
| 7    | Goga Chkheidze (GEO)        | B   | 66.97       | 132          | 136          | 139          | 11           | 164          | 168          | 172          | 8            | 311      |
| 8    | Deni (INA)                  | A   | 66.71       | 135          | 140          | 145          | 9            | 170          | 170          | 175          | 10           | 310      |
| 9    | Farkhad Kharki (KAZ)        | B   | 66.73       | 126          | 131          | 133          | 19           | 166          | 171          | 175          | 4            | 308      |
| 10   | Bernardin Matam (FRA)       | A   | 66.81       | 134          | 137          | 137          | 18           | 168          | 168          | 173          | 7            | 307      |
| 11   | Simon Brandhuber (GER)      | B   | 66.81       | 138          | 142          | 146          | 4            | 155          | 160          | 164          | 17           | 306      |
| 12   | Mirko Zanni (ITA)           | B   | 66.27       | 137          | 140          | 143          | 6            | 160          | 165          | 169          | 13           | 305      |
| 13   | Mitsunori Konnai (JPN)      | B   | 66.85       | 132          | 136          | 139          | 14           | 163          | 167          | 167          | 11           | 303      |
| 14   | Stiljan Grozdev (BUL)       | B   | 66.64       | 130          | 133          | 135          | 16           | 162          | 165          | —            | 14           | 300      |
| 15   | Feliks Khalibekov (RUS)     | B   | 66.88       | 133          | 138          | 141          | 13           | 155          | 160          | 164          | 16           | 298      |
| 16   | Víctor Castro (ESP)         | C   | 66.92       | 132          | 132          | 135          | 15           | 155          | 158          | 158          | 18           | 293      |
| 17   | Alex Lee (USA)              | B   | 66.66       | 127          | 130          | 131          | 21           | 165          | 170          | 170          | 12           | 292      |
| 18   | Hurşit Atak (TUR)           | B   | 66.77       | 126          | 129          | 130          | 22           | 163          | 163          | 170          | 15           | 289      |
| 19   | Acorán Hernández (ESP)      | C   | 66.67       | 130          | 134          | 134          | 17           | 153          | 157          | 157          | 20           | 287      |
| 20   | Luis Bardalez (PER)         | C   | 66.22       | 120          | 123          | 125          | 23           | 155          | 158          | 160          | 19           | 280      |
| 21   | Jeffrey Garcia (PHI)        | C   | 66.87       | 120          | 125          | 125          | 25           | 150          | 150          | 150          | 22           | 270      |
| 22   | Jettarin Sriram (THA)       | C   | 66.86       | 113          | 117          | 119          | 26           | 140          | 145          | 150          | 21           | 269      |
| 23   | Nawaf Al-Mazyadi (KSA)      | C   | 65.82       | 111          | 117          | 117          | 27           | 146          | 154          | 154          | 23           | 263      |
| 24   | Kanan Khalilov (AZE)        | C   | 66.78       | 120          | 125          | 125          | 24           | 135          | 135          | 135          | 26           | 255      |
| 25   | Rustam Gasimov (AZE)        | C   | 63.30       | 110          | 115          | 115          | 28           | 135          | —            | —            | 25           | 245      |
| —    | Jonathan Muñoz (MEX)        | A   | 66.96       | 133          | 138          | 141          | 5            | 166          | 166          | 166          | —            | —        |
| —    | Lee Sang-yeon (KOR)         | A   | 66.25       | 140          | 144          | 144          | 7            | 170          | 170          | 170          | —            | —        |
| —    | Jordan Wissinger (USA)      | B   | 67.00       | 126          | 129          | 132          | 20           | 155          | 155          | 155          | —            | —        |
| —    | Abdelkader Ainouazane (ALG) | C   | 65.67       | 115          | 115          | 115          | —            | 135          | 140          | 140          | 24           | —        |
| DSQ  | Witsanu Chantri (THA)       | A   | 66.42       | 131          | 134          | 134          | —            | 165          | 165          | 165          | —            | —        |
| —    | Indika Dissanayake (SRI)    | B   | ritirato    | ritirato     | ritirato     | ritirato     | ritirato     | ritirato     | ritirato     | ritirato     | ritirato     | ritirato |